# Kristianstads län
Kristianstads län var mellan 1658 och 31 december 1996 ett svenskt län beläget i Skåne och Halland. Länsbokstaven var L och residensstaden var Kristianstad. Området är sedan den 1 januari 1997 en del av Skåne län, tillsammans med tidigare Malmöhus län. 
Riksdagsvalkretsen Skåne läns norra och östra valkrets har dock kommit att leva kvar och motsvarar samma geografiska område som det tidigare länet.

## Indelningar

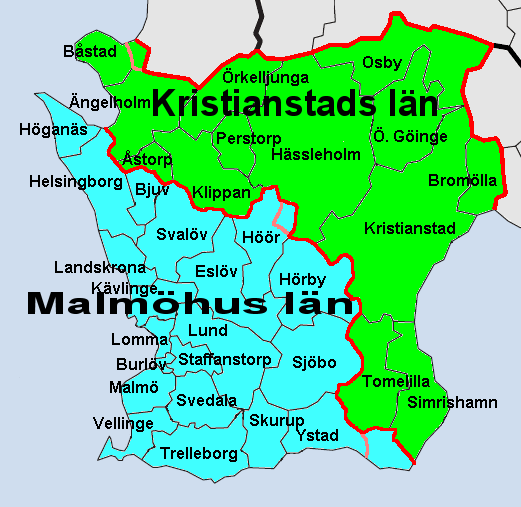
Kristianstads län och Malmöhus län före sammanslagningen 1997. Den röda gränsen är den som gällt sedan 1970-talet, den rosa markerar den gräns som gällde innan. Områden mellan dessa linjer har alltså bytt län. I Båstads kommun finns ett mindre område som förr tillhörde Hallands län (och som ingår i landskapet Halland). I Höörs respektive Ystads kommun, båda i f.d. Malmöhus län, finns områden som dessförinnan tillhört Kristianstads län.

### Historik, landskap och stift
Kristianstads län var innan 1658 danskt (danska: Christiansstad Len) och uppstod när staden Kristianstad grundades av Kristian IV år 1614. Länet omfattade från 1614 Åhus stad, Villands härad och Göinge härad samt från 1615 Gärds härad och från 1621 Albo härad. Omfattningen kvarstod efter att länet blivit del av Sverige 1658 och omfattade även Blekinge fram till 1680. Länet styrdes 1658-1669, samt 1676–1719 som en del av Skånska generalguvernementet. I anslutning till guvernementet upphörande 1719 förstärktes länsstyrelserna och 1720 gjorde en reglering av länens omfång där häraderna Bjäre, Södra Åsbo, Norra Åsbo, Järrestad och Ingelstad överfördes från Malmöhus län till Kristianstads län. 
Länets delar tillhörde från 1682 Skånska lagsagan intill denna upplöstes 1849. 1718–1719 var denna lagsaga i detta län ersatt av Kristianstads läns lagsaga.
Kristianstads läns landsting var fram till år 1999 ett landsting omfattade kommunerna i Kristianstads län. Landstinget avlöstes av Region Skåne.
Länet omfattade norra och östra delen av Skåne och ingick i sin helhet i Lunds stift.

### Härader och städer (före 1970)
- Albo härad
- Bjäre härad
- Gärds härad
- Ingelstads härad
- Järrestads härad
- Norra Åsbo härad
- Södra Åsbo härad
- Villands härad
- Västra Göinge härad
- Östra Göinge härad

Städer med stadsprivilegier som inrättades som stadskommuner när 1862 års kommunalförordningar trädde i kraft var: Kristianstads stad, Simrishamns stad och Ängelholms stad. Köpingen Hässleholm blev stad 1914 men den fick då ingen egen jurisdiktion.

### Socknar, fögderier, domsagor, tingslag och tingsrätter
Se respektive härad.

### Kommuner 1952-1971

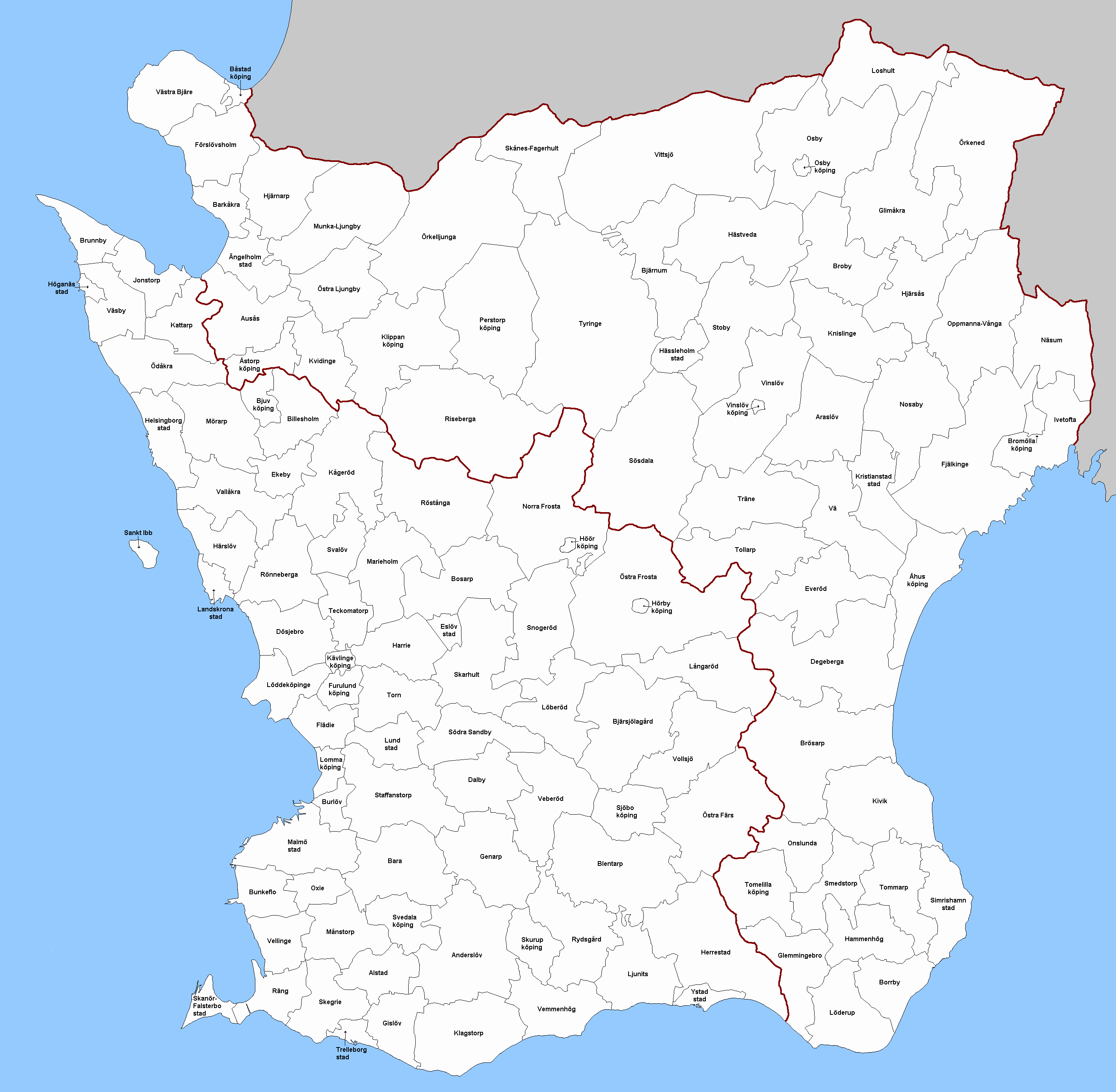
Kommuner år 1952 i dåvarande Malmöhus och Kristianstads län.

| Städer (4 st): - Hässleholms stad - Kristianstads stad - Simrishamns stad - Ängelholms stad | Köpingar (9 st): - Bromölla köping - Båstads köping - Klippans köping - Osby köping - Perstorps köping - Tomelilla köping - Vinslövs köping - Åhus köping - Åstorps köping |

Landskommuner (47 st):
| - Araslövs landskommun - Ausås landskommun - Barkåkra landskommun - Bjärnums landskommun - Borrby landskommun - Broby landskommun - Brösarps landskommun - Degeberga landskommun - Everöds landskommun - Fjälkinge landskommun - Förslövsholms landskommun - Glemmingebro landskommun - Glimåkra landskommun - Hammenhögs landskommun - Hjärnarps landskommun | - Hjärsås landskommun - Hästveda landskommun - Ivetofta landskommun - Kiviks landskommun - Knislinge landskommun - Kvidinge landskommun - Loshults landskommun - Löderups landskommun - Munka-Ljungby landskommun - Nosaby landskommun - Näsums landskommun - Onslunda landskommun - Oppmanna och Vånga landskommun - Osby landskommun - Riseberga landskommun | - Skånes-Fagerhults landskommun - Smedstorps landskommun - Stoby landskommun - Stiby landskommun - Sösdala landskommun - Tollarps landskommun - Tommarps landskommun - Träne landskommun - Tyringe landskommun - Vinslövs landskommun - Vittsjö landskommun - Vä landskommun - Västra Bjäre landskommun - Örkelljunga landskommun - Örkeneds landskommun | - Östra Hoby landskommun - Östra Ljungby landskommun |

### Förändringar 1952–1970
- 1 januari 1962: Osby landskommun uppgick i Osby köping.
- 1 januari 1967: Araslövs landskommun, Nosaby landskommun, Träne landskommun och Vä landskommun uppgick i Kristianstads stad. Ivetofta landskommun uppgick i Bromölla köping.
- 1 januari 1969: Hammenhögs landskommun upplöstes och Östra Ingelstads församling uppgick i Tomelilla köping medan Hannas församling, Vallby församling och Östra Herrestads församling uppgick i Simrishamns stad.  Borrby landskommun och Tommarps landskommun uppgick i Simrishamns stad. Brösarps landskommun upplöstes och Ravlunda församling uppgick i Simrishamns stad medan Andrarums församling, Eljaröds församling och Fågeltofta församling uppgick i Tomelilla köping. Onslunda landskommun och Smedstorps landskommun uppgick i Tomelilla köping. Tjörnarps församling ur Sösdala landskommun uppgick i Höörs köping, Malmöhus län.

### Kommuner från 1971
- Bromölla kommun
- Båstads kommun
- Hässleholms kommun
- Klippans kommun
- Kristianstads kommun
- Osby kommun
- Perstorps kommun

- Simrishamns kommun
- Tomelilla kommun
- Åstorps kommun
- Ängelholms kommun
- Örkelljunga kommun
- Östra Göinge kommun

## Politik i Kristianstads läns landsting

### Mandatfördelning i valen 1910–1966
| 3 |  | 24 | 26 |

| 4 |  | 23 | 26 |

| 5 | 21 | 29 |

| 7 | 16 | 33 |

| 9 |  | 15 | 31 |

| 18 | 3 | 19 | 10 |

| 50 |

| 16 | 6 | 11 | 19 |

| 51 |

| 19 | 7 | 11 | 15 |

| 51 |

| 20 | 8 | 9 |  | 15 |

| 53 |

| 22 | 11 | 9 | 12 |

| 53 |

| 28 | 11 | 6 | 10 |

| 52 |

| 28 | 13 | 6 | 9 |

| 53 |

| 24 | 13 | 10 | 8 |

| 51 |

| 25 | 11 | 14 | 6 |

| 52 |

| 29 | 10 | 12 | 12 |

| 57 |

| 27 | 13 | 10 | 15 |

| 61 |

| 29 | 12 | 11 | 11 |

| 60 |

| 26 | 14 | 10 | 14 |

### Mandatfördelning i valen 1970–1994
| 29 | 17 | 9 | 8 |

| 28 | 20 | 5 | 9 |

| 30 | 21 | 8 | 12 |

| 30 | 17 | 8 | 16 |

| 32 | 15 | 5 | 19 |

| 32 | 12 | 9 | 18 |

| 32 | 3 | 12 | 8 | 16 |

| 28 | 10 | 7 | 6 | 20 |

| 35 | 3 | 9 | 4 | 3 | 17 |